# Evert Trovik

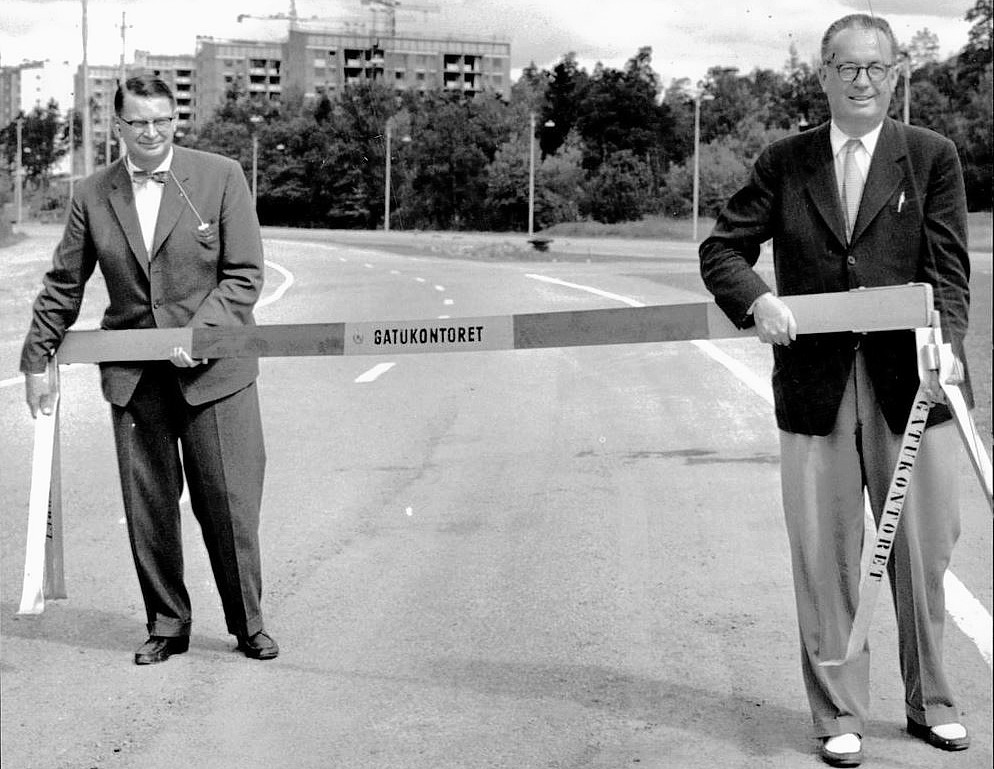
Evert Trovik och Helge Berglund lyfter bort vägspärren på Nya Huddingevägen i juli 1959.

Evert Magnus Trovik, född 11 maj 1913 i Göteborg, död 28 februari 1996 i Nyköping, var en svensk ingenjör och arkitekt.

## Biografi
Trovik, som var son till skeppsredare Ernst Carlson och Oscara Persson, avlade studentexamen 1932 och studerade därefter vid Chalmers tekniska högskola, där han utexaminerades som väg- och vattenbyggnadsingenjör 1936 och som arkitekt 1942. Han anställdes vid Kramfors AB 1943, hos arkitekt Gustaf Clason 1943 och studerade vid Kungliga Konsthögskolan 1946–1948, varefter han anställdes vid Stockholms stads byggnadsnämnd 1949 och blev stadsarkitekt i Huddinge landskommun 1955.